# Styxvallei
De Styxvallei is een vallei in Tasmanië, waarin bomen staan die ouder zijn dan 400 jaar. 
Er komen heel wat zeldzame en bedreigde diersoorten voor, zoals de wigstaartarend. 
De vallei kwam in december 2003 in het nieuws omdat Australische houtkap-bedrijven het oerbos dreigen te vernietigen. Greenpeace roept de Australische regering op een einde te maken aan de houtkap in de Styxvallei. Bovendien zou het advies van het Werelderfgoed-bureau moeten worden opgevolgd en moet het bos de beschermende status van nationaal park krijgen. 